# Wardance
Wardance war eine deutsche Speed-Metal-Band. Wardance wurde 1986 in Landau (Rheinland-Pfalz) gegründet und löste sich 1996 auf.

## Geschichte
Im August 1986 wurde die Band unter dem Namen Destroyer gegründet. Als letztes Mitglied wurde der Gitarrist Thomas Heyer per Annonce gefunden und so gab die Band wenige Monate später ihr Konzertdebüt in einer Diskothek, dem Auftritte in Jugendzentren folgten. 1988 löste Markus Wawersich das Gründungsmitglied Thomas Glaser am Bass ab. Da es mehrere Bands dieses Namens gab und zwecks Abgrenzung zu einer Hooligan-Gruppierung aus der Umgebung, wurde der Name – angelehnt an den Anthrax-Song Indians – in Wardance geändert. 1988 veröffentlichte die Band die auf eigene Kosten im Katapult Tonstudio (Karlsruhe) produzierte Mini-LP Crucifixion. Das Debüt war ausschließlich als Vinyl-Ausgabe erhältlich.
Die Band wurde grenzübergreifend zum Insider-Tipp und spielte im Sommer 1989 in der DDR. Charly Rinne nahm mit seiner Plattenfirma No Remorse Records Wardance unter Vertrag. Im August 1989 wurde im Katapult Tonstudio das Album Heaven Is for Sale aufgenommen. Als Gastmusiker steuerte der Warlock-/Doro/Rage-Gitarrist Rudy Graf Soli zu drei Stücken bei. Neben Eigenkompositionen adaptierte die Band das 1964 erschienene Lied The House of the Rising Sun von The Animals. Das Album erschien im Februar 1990. Anders als das dilettantisch gezeichnete Crucifixion-Cover, das aber auch als „kultig“ bezeichnet wurde, wurde dieses Cover vom Artwork-Künstler Andreas Marshall gestaltet und sorgte wegen seiner „lustigen Details“, für mediales Aufsehen.
Wardance spielte unter anderem im Vorprogramm von Overkill, Blind Guardian, Tankard, Living Death und Angel Dust. Gegen Ende des Jahres 1990 kam es zwischen den Musikern zu künstlerischen und persönlichen Differenzen, die im Sommer 1991 bei den Arbeiten am dritten Album zum Auseinanderbrechen der Band führte.
1994 wagte Wardance ein Comeback. Von der Ursprungsbesetzung waren noch Sandra Schumacher, Markus Wawersich und Stefan Humbert dabei. Karsten Schulz und Michael Leiner ergänzten das Line-Up und der Stil entwickelte sich vom Speed Metal zu komplexeren Kompositionen. Hans-Georg Michaelis ersetzte 1995 Stefan Humbert am Schlagzeug und das Demo Dance to the Beat of Life With the Spirit of Youth wurde im September desselben Jahres aufgenommen. Neben eigenen Kompositionen der neuen Formation wurde mit Die unendliche Geschichte auch ein unveröffentlichtes, deutschsprachiges Stück eingespielt, das unter der Ur-Besetzung entstanden ist. 1996 löste sich Wardance nach einem langwierigen Rechtsstreit mit der Produktionsfirma des Demos auf.

## Stil
Für Matthias Mader (Mitautor des Buches Heavy Metal – Made in Germany) handelt es sich bei Crucifixion um „recht drögen, irgendwie orientierungslos wirkenden Melodic Speed Metal“ und bei Heaven Is for Sale um „biederes Speed Metal-Mittelmaß“. „[M]elodiöser Speed Metal“ lautete die Stilbestimmung von Frank Albrecht im Rock Hard. Er vermisste jedoch Eigenständigkeit, und dort, wo diese ansatzweise vorhanden sei wie bei House of the Rising Sun, arte es in Peinlichkeit aus. Auch der Metal Hammer hatte Einwände. Deren Redakteur Matthias Breusch erkannte eine mangelnde Risikobereitschaft in Form einer statischen Spielweise der durchweg konventionellen Arrangements. Jan Michael Dix bezeichnete den Stil im Metal Star einmal als „lupenreine[n], schnörkellose[n] Speed“, ein andermal als „interessanten, pfiffig arrangierten Speed-Metal“. Er hob die „schöne[n] Harmony-Leads“, die für Melodiosität sorgten, hervor und gab als Referenzen Blind Guardian sowie die frühen Helloween an.
In den Fanzines kam Wardance besser davon als in den etablierten Abonnement-Magazinen. Im Live Wire schrieb Jörgx, es gebe „fetzige melodiöse Speednummern“, aber auch ruhigere Stücke wie zum Beispiel einen Blues. Auch die gewagte Bearbeitung von House of the Rising Sun fand sein Wohlwollen. Crucifixion trumpfe mit „hartem Heavy Metal und Speed Metal“ auf, schrieb Jürgen Tschamler im Thunderbolt. Man bleibe dabei „in Melodienähe; was durch recht gute Rhytmen [sic] und Breaks stark untermauert“ werde. Bei Heaven Is for Sale handele es sich um „Speed Metal in reinster Form“. Der (ungenannte) Speedgickerl-Rezensent wählte die Charakterisierung „melodiebetonter, vielseitiger und sehr energiegeladener Heavy Metal“.
Noch umstrittener war die Gesangsleistung von Sandra Schumacher. Dessen war sich auch Tschamler bewusst, der von einem „Streitpunkt“ sprach. Er selbst befand, eine „hörenswerte Stimme mit dem gewissen Touch“ zu vernehmen. Geprägt war sie von Aggression; sie hatte eben kein „Weichspüler-Timbre“. Das Spektrum der Urteile reichte von „konkurrenzfähig“ über „bei weitem noch nicht ausgereift, aber vor jugendlicher Energie strotzend“ bis „quiekend“ und „nervtötend“. Innerhalb des Metal Hammers gab es eine vorsichtig positive und eine uneingeschränkt positive Einschätzung. Breusch meinte in seiner Crucifixion-Rezension: „[D]er Gesang von Sandra Schumacher geht (mit Abstrichen) auch tatsächlich als Gesang durch“. Ein Jahr später hieß es in einem Beitrag über Metal-Sängerinnen, Schumacher besitze eine „frische, freche und unverbrauchte, vor allem aber gewaltige Stimme, die sowohl dem Speed Metal-Material von Wardance als auch den Midtempo-Songs den letzten Schliff geben“.
In einer retrospektiven Albumbesprechung aus dem Jahr 2009 packte Frank Heise im Online-Magazin the-pit.de sein Fazit in die Überschrift: „Ein starkes Stück German Melodic Speed Metal“. Heise erwähnte in seiner Retrospektive die Kontroverse um den Gesangsstil der Sängerin ebenfalls. Er erwog, ob darin der Grund für den ausgebliebenen Erfolg gelegen haben könnte, und hielt ihn selbst für „original und unverbogen“. Seine Rezension endet mit folgendem Resümee: „Schade, mit dem richtigen Label im Rücken, wer weiß, wo die Band heute stünde“.

## Diskografie
- Crucifixion (LP)
  - Februar 1988
  - 8 Titel
  - aufgenommen 1987
  - Produzent: Kai Schlünz
  - Studio: Katapult Tonstudio, Karlsruhe
- Heaven Is for Sale (LP, CD; No Remorse Records, NRRD 1013)
  - Februar 1990
  - 10/12 Titel (LP/CD)
  - aufgenommen 1. bis 15. August 1989
  - Produzent: Kai Schlünz
  - Studio: Katapult Tonstudio, Karlsruhe
- Dance to the Beat of Life with the Spirit of Youth (MC)
  - unveröffentlicht
  - 5 Titel
  - aufgenommen im September 1995
  - Produzent: Franz Römer
  - Studio: Jablowski Tonstudio, Billigheim-Ingenheim